# Svend Erik Kristensen (maratonløber)
 For alternative betydninger, se Svend Erik Kristensen. (Se også artikler, som begynder med Svend Erik Kristensen)
Svend Erik Kristensen (født 24. juni 1956) er en dansk laborant og tidligere dansk maratonløber, som løb for Atletica Horsens.
Svend Erik Kristensen vandt Tokyo Marathon 1982 på med tiden 2:12:33, en forbedring af Allan Zachariasens kun et få uger gamle danske rekord. Han løb sin bedste tid 2:11:51 Peking i 1985.
Svend Erik Kristensen er tidligere indehaver af den hurtigste tid i Copenhagen Marathon, da han i 1987 vandt løbet i tiden 2:14:16. Han vandt også løbet året inden. Svend Erik Kristensens rekord stod frem til 2017 hvor Kenyanske Julius Ndirtu Karinga løb i tiden 2:12:11.

## Personlige rekorder
- 800 meter: 1.52.4
- 1500 meter: 3.49.9
- 5000 meter: 14.18.8
- 10000 meter: 29.11.43
- Halvmaraton: 1.04.23
- Maraton: 2.11.51, Peking, 1985

## Resultater
- VM i atletik 1983 i maraton: nummer 17 med tiden 2.13.34